# Nothobranchius korthausae
Nothobranchius korthausae – gatunek ryby z rodziny Nothobranchiidae i rzędu karpieńcokształtnych. Występuje w Tanzanii. Osiąga do 5,0 cm długości. Ryba niewędrowna; zakres pH: 5,8–6,4; dH zakres: 4–6; temperatura 23–26 °C.